# Горнов, Тимофей Яковлевич
Тимофей Яковлевич Горнов (1916, деревня Осипово, Российская империя (ныне Лиозненский район, Витебская область, Белоруссия)— 1944, у посёлка Гросс Дегезен, Восточная Пруссия, нацистская Германия (ныне Бабушкино, Калининградская область) — участник Великой Отечественной войны, командир орудия 597-го артиллерийского полка 159-й стрелковой дивизии 5-й армии 3-го Белорусского фронта, старший сержант. Герой Советского Союза.

## Биография
Родился в 1916 году в деревне Осипово, ныне Лиозненского района Витебской области Белоруссии, в семье крестьянина. Русский.
Перед войной жил в Свободненском районе Амурской области.
В Красную Армию был призван Свободненским РВК в 1941 году. На фронтах Великой Отечественной войны — с марта 1942. Член ВКП(б) с 1942 года.
Командир орудия 597-го артиллерийского полка старший сержант Тимофей Горнов при прорыве обороны противника у деревни Потомулыне (Каунасский район Литовской ССР) 29 июля 1944 года — уничтожил наблюдательный пункт и 5 пулемётов противника. За период боев с 7 по 17 августа 1944 года его расчёт уничтожил 3 танка, штурмовое орудие и большое количество гитлеровцев.
Погиб в бою 23 октября 1944 года. Похоронен в братской могиле села Бабушкино, ныне посёлок Нестеровского района Калининградской области. На этом месте в 1975 году был установлен мемориальный комплекс работы скульптора В. В. Моргунова.

## Награды
- Звание Героя Советского Союза присвоено 24 марта 1945 года.
- Награждён орденами Ленина и Красной Звезды, а также медалями.

## Память
- Имя Т. Я. Горнова присвоено восьмилетней школе в деревне Осипово, в которой он учился; на здании школы установлена мемориальная доска[2].
- Имя Героя носит рыболовный траулер.
- Постановлением Правительства Калининградской области от 23 марта 2007 года № 132 мемориальный комплекс на братской могиле советских воинов получил статус объекта культурного наследия местного (муниципального) значения[3].